# Sistema di coordinate supergalattiche

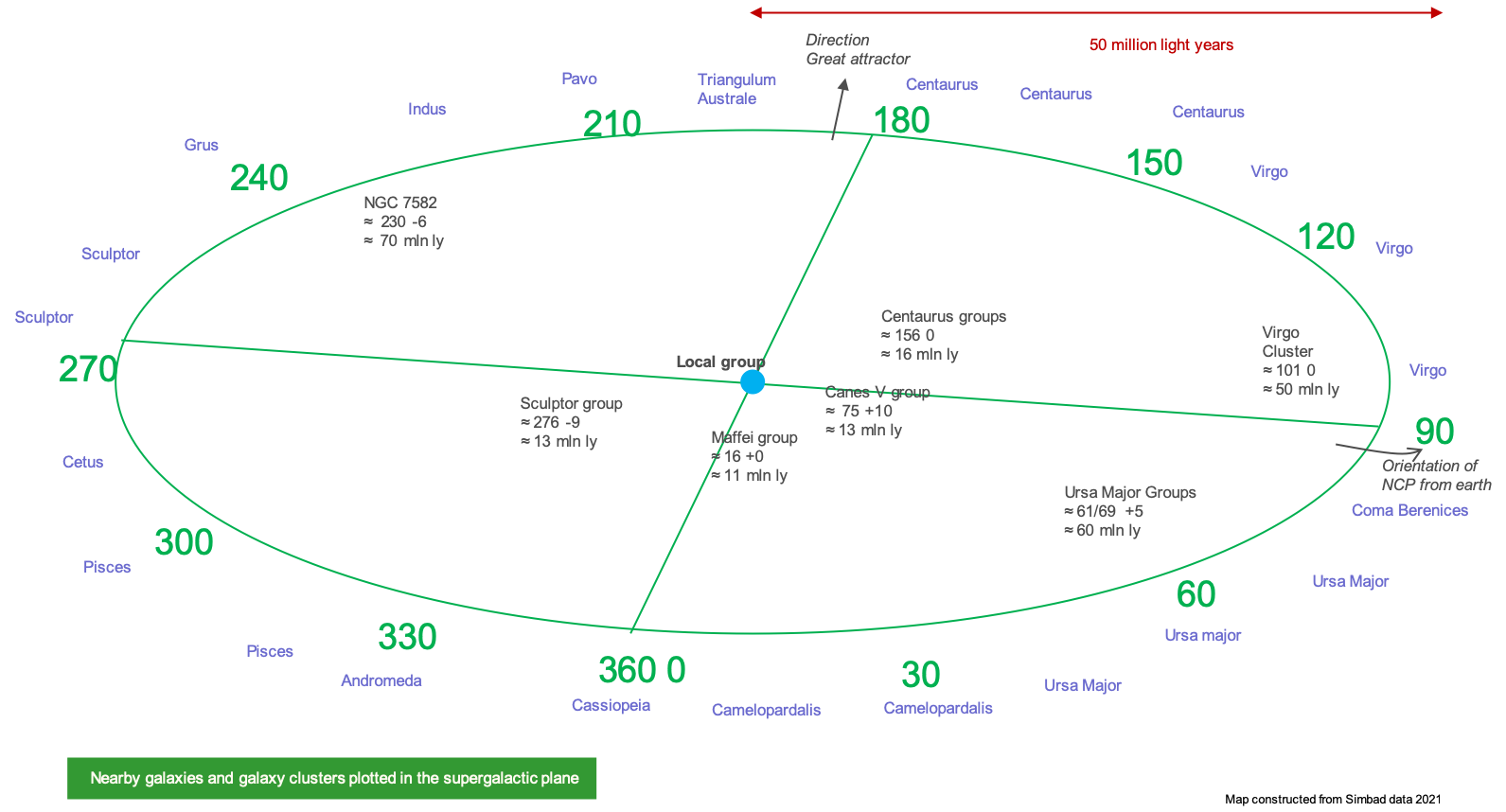
Grafico nel piano supergalattico delle galassie e supergalassie entro un raggio di 50 milioni di anni luce.

Le coordinate supergalattiche sono un sistema di coordinate sferiche aventi l'equatore allineato con il piano supergalattico. Questo è il piano, nell'universo locale, sul quale sono distribuiti molti ammassi di galassie, tra cui l'Ammasso della Vergine, il Grande Attrattore e il Superammasso di Perseo-Pesci.

## Scoperta
Nei primi anni 1950, l'astronomo Gérard de Vaucouleurs individuò nel Catalogo Shapley-Ames l'esistenza di un "supercluster locale" appiattito nei dintorni della Via Lattea. Egli notò che mettendo in un grafico 3D le galassie vicine a noi, queste giacciono all'incirca su un piano.
Una distribuzione appiattita delle nebulose era già stata notata da William Herschel quasi 200 anni prima. Anche Vera Rubin aveva identificato il piano supergalattico agli inizi degli anni 1950, ma i suoi lavori non erano stati pubblicati. Negli anni successivi, con molti più dati osservativi disponibili, l'intuizione di Vaucouleurs si dimostrò corretta. Nel 1976, il piano delineato dalle galassie servì a definire l'equatore del sistema di coordinate supergalattiche che egli aveva sviluppato.
Il piano supergalattico forma un angolo di 84,5 gradi con il piano della nostra galassia, quindi è quasi perpendicolare al piano della Via Lattea. Il piano passa attraverso le costellazioni di Cassiopea (nel piano galattico), Giraffa, Orsa Maggiore, Chioma di Berenice (in prossimità del Polo nord galattico), Vergine, Centauro, Compasso (nel piano galattico), Triangolo Australe, Pavone, Indiano, Gru, Scultore (in prossimità del Polo sud), Balena, Pesci, Andromeda e Perseo.
Basandosi sul sistema di coordinate supergalattiche di Vaucouleurs, recenti osservazioni  hanno determinato la posizione rispetto al piano supergalattico degli ammassi di galassie vicini. In particolare si è trovato che l'Ammasso della Vergine, di Norma (incluso il Grande Attrattore), il Superammasso dei Pesci-Balena, l'ammasso della Chioma, dell'Idra, del Centauro e la concentrazione di Shapley si trovano in vicinanza del piano supergalattico.

## Definizione

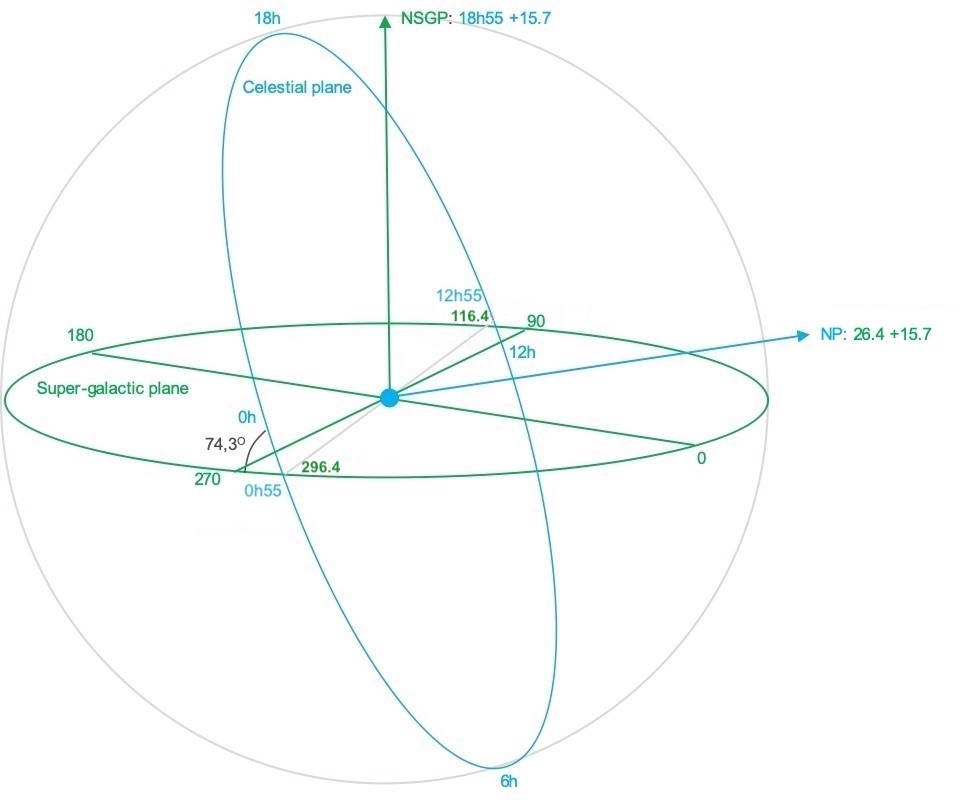
Il piano supergalattico e il piano dell'eclittica.

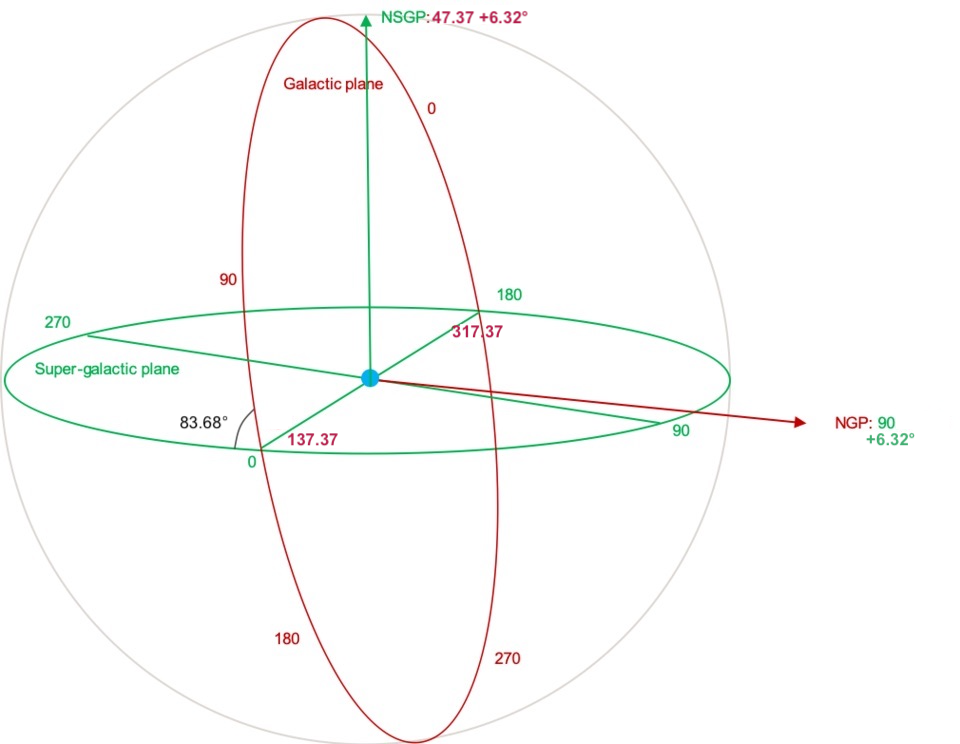
Il piano supergalattico e il piano galattico.

Per convenzione, la latitudine e la longitudine supergalattiche sono definite SGB e SGL rispettivamente, similmente a quanto avviene nelle coordinate galattiche dove le lettere b e l sono utilizzate per indicare rispettivamente la latitudine e la longitudine galattiche.
- Il polo nord supergalattico (SGB = 90°) si trova alle coordinate galattiche (l = 47,37°, b = +6,32°) nella costellazione di Ercole. Nel sistema di coordinate equatoriali, all'epoca J2000, questo equivale approssimativamente a (AR = 18,9 h, Dec = +15,7°).
- Il punto zero,[3] dove il piano supergalattico interseca il piano galattico (SGB = 0°, SGL = 0°), si trova a (lx= 137,37°, bx= 0°). In coordinate equatoriali a J2000 questo equivale approssimativamente a (2,82 h, +59,5°).
- Il piano passa attraverso la Terra, perché il piano supergalattico è identificato come un piano osservato dalla Terra.

La trasformazione tra la tripletta di coordinate cartesiane supergalattiche e la tripletta di coordinate galattiche è data dalla seguente matrice:
{\displaystyle {\begin{bmatrix}x\\y\\z\end{bmatrix}}_{\text{gal}}={\begin{bmatrix}\cos l_{x}\cos b_{x}&\sin l_{z}\cos b_{z}\sin b_{x}-\sin b_{z}\sin l_{x}\cos b_{x}&\cos l_{z}\cos b_{z}\\\sin l_{x}\cos b_{x}&\sin b_{z}\cos l_{x}\cos b_{x}-\cos l_{z}\cos b_{z}\sin b_{x}&\sin l_{z}\cos b_{z}\\\sin b_{x}&\cos b_{z}\cos b_{x}\sin \left(l_{x}-l_{z}\right)&\sin b_{z}\end{bmatrix}}{\begin{bmatrix}x\\y\\z\end{bmatrix}}_{\text{superg}}}
In questa matrice la colonna di sinistra è l'immagine dell'origine del sistema supergalattico nel sistema galattico, mentre la colonna di destra è l'immagine del Polo Nord delle coordinate supergalattiche nel sistema galattico; la colonna di mezzo è il prodotto vettoriale.